# Patricia Schwarzgruber
Patricia Schwarzgruber López (12 de noviembre de 1982) es una actriz venezolana. Su carrera comenzó en 1994, a la edad de once años; con su papel en la serie de El club de los tigritos. Desde entonces, ha trabajado casi exclusivamente en series de televisión. 

## Biografía
Es la mayor de las dos hijas de Mario Ricardo Schwarzgruber Lenz (1958), de ascendencia alemana y Sofía López Brana (1959), de ascendencia italiana. Su hermana, es la también actriz; Erika Schwarzgruber (1986). 
Inició una relación sentimental con Jonathan Montenegro en el rodaje de Voltea pa' que te enamores (telenovela venezolana). El 11 de agosto de 2008, se casaron civilmente y el 15 de agosto de ese año, religiosamente. A principios de 2010, en Portada’s; revelaron que iban a tener una niña, llamada Sophia; quien nació el 18 de julio. En febrero de 2011, anunciaron su separación. El 15 de octubre de 2014, dio a conocer que estaba embarazada; fruto de su relación con el empresario Daniel Antonio Otayek Rodríguez (1979), con quien se casó en enero de 2015. El 7 de mayo de ese mismo año, nació su segundo hijo; Mauricio y en 2016, se separaron.

### Telenovelas
- 1998, Jugando a Ganar, (Venevisión) - Giselle
- 1999, El Poder de Géminis - Sofía (Venevisión)
- 2000, Compartiendo el Destino (Venevisión) - Azucena
- 2004-2005, Sabor a ti (Venevisión) - Victoria Valladares "Vicky"
- 2005-2006, Se solicita príncipe azul (Venevisión) - Camila Izaguirre
- 2006-2007, Voltea pa' que te enamores (Venevisión) - Tatiana Margarita "Tatianita" Aristiguieta Cifuentes
- 2009-2010, Tomasa Tequiero .(Venevisión) - Sofía Arango
- 2017, Para verte mejor .(Venevisión) - Marilda Cienfuegos

### Programas
- 1994, El club de los tigritos
- 2001-2003, Atómico

Películas

2023, La Chica del Alquiler 